# خولیو سزار استراسرا
خولیو سزار استراسرا (انگلیسی: Julio César Strassera; ۱۸ سپتامبر ۱۹۳۳ – ۲۷ فوریهٔ ۲۰۱۵) وکیل و قاضی اهل آرژانتین بود که در سال ۱۹۸۵ دادستانی محاکمه حکومت نظامیان را بر عهده داشت.